# 8. januar
8. januar je 8. dan leta v gregorijanskem koledarju. Ostaja še 357 dni (358 v prestopnih letih).

## Dogodki
- 1297 – Francisco Grimaldi z zvijačo zavzame Monako
- 1835 – prvič in edinkrat v zgodovini ZDA je dolg enak nič dolarjev.
- 1918 – predsednik ZDA Woodrow Wilson objavi svojih 14 točk
- 1943 – padec Pohorskega bataljona
- 1958 – štirinajstletni Bobby Fischer zmaga na šahovskem prvenstvu ZDA
- 1959 – Charles de Gaulle postane predsednik francoske pete republike
- 1979 – vietnamske čete vkorakajo v Phnom Penh
- 1989 – začetek obdobja Heisei na Japonskem
- 1991 – razkritje vdora Srbije v jugoslovanski denarni sistem; v javnosti se razve, da si je pri Narodni banki iz primarne emisije »sposodila« 18 milijard in 243 milijonov dinarjev (1,4 milijarde dolarjev)

## Rojstva
- 1037 – Su Shi, kitajski pesnik, esejist, državnik († 1101)
- 1360 – Ulrich von Jungingen, 26. veliki mojster vitezov križnikov († 1410)
- 1583 – Simon Episcopius, nizozemski teolog († 1643)
- 1587 – Johannes Fabricij, nizozemski astronom († 1616)
- 1589 – Ivan Gundulić, hrvaški pesnik, dramatik († 1638)
- 1601 – Baltasar Gracián y Morales, španski jezuit, pisatelj in filozof († 1658)
- 1632 – Samuel von Pufendorf, nemški pravnik, politični filozof, zgodovinar, državnik († 1694)
- 1652 – Wilhelm Homberg, nizozemski naravoslovec († 1715)
- 1823 – Alfred Russel Wallace, britanski biolog, geograf in raziskovalec († 1913)
- 1824 – William Wilkie Collins, angleški pisatelj († 1889)
- 1840 – Jožef Bagari, slovenski pisatelj in rimskokatoliški duhovnik na Madžarskem († 1919)
- 1859 – Kostis Palamas, grški pesnik (možen datum rojstva tudi 13. januar) († 1943)
- 1868 – sir Frank Watson Dyson, angleški astronom († 1939)
- 1885 – John Joseph Ambrose Curtin, avstralski predsednik vlade († 1945)
- 1891 – Walther Wilhelm Georg Bothe, nemški fizik, nobelovec 1954 († 1957)
- 1894 – Rajmund Maksimilijan Marija Kolbe, poljski duhovnik, mučenec († 1941)
- 1902 – Carl Rogers, ameriški psiholog († 1987)
- 1905 – Carl Gustav Hempel, nemški filozof in logik († 1997)
- 1906 – Anton Trstenjak, slovenski psiholog in duhovnik († 1996)
- 1910 – Galina Sergejevna Ulanova, ruska balerina († 1998)
- 1918 – Josef Bradl, avstrijski smučarski skakalec († 1982)
- 1920 – Ciril Cvetko, slovenski skladatelj, dirigent, glasbeni pedagog, publicist († 1999)
- 1935 – Elvis Aron Presley, ameriški pevec († 1977)
- 1937 – Shirley Bassey, britanska pevka
- 1942 – Stephen Hawking, angleški fizik, astrofizik, matematik, kozmolog († 2018)
- 1946 – Robby Krieger, ameriški glasbenik (The Doors)
- 1947 – David Bowie, britanski glasbenik († 2016)
- 1966 – Romana Jordan Cizelj, slovenska jedrska fizičarka, političarka
- 1979 – Stipe Pletikosa, hrvaški nogometaš
- 1983 ali 1984 - Kim Džong-un, severnokorejski voditelj
- 1986 – David Silva, španski nogometaš

## Smrti
- 1100 – protipapež Klemen III. (* 1029)
- 1107 – Edgar Škotski, kralj (* 1074)
- 1148 – William de Warenne, angleški plemič, 3. grof Surrey, križar (* 1119)
- 1198 – papež Celestin III. (* 1106)
- 1324 – Marco Polo, beneški trgovec, raziskovalec (* 1254)
- 1332 – Andronik III. Veliki Komnen, trapezuntski cesar (* 1310)
- 1337 – Giotto di Bondone, italijanski slikar, arhitekt (* 1266)
- 1354 – Carlos de la Cerda, kastiljsko-francoski plemič, grof Angoulêmeja (* 1327)
- 1642 – Galileo Galilei, italijanski fizik, matematik, astronom, filozof (* 1564)
- 1819 – Valentin Vodnik, slovenski duhovnik, pesnik, urednik (* 1758)
- 1853 – Mihael Bertalanitš, slovenski pesnik in učitelj na Ogrskem (* 1788)
- 1874 – Charles-Étienne Brasseur de Bourbourg, francoski pisatelj, etnolog (* 1814)
- 1896 – Paul Verlaine, francoski pesnik (* 1844)
- 1948 – Kurt Schwitters, nemški slikar, pesnik, pisatelj (* 1887)
- 1950 – Joseph Schumpeter, avstrijski ekonomist (* 1883)
- 1952 – Antonia Maury, ameriška astronomka (* 1866
- 1964 – Julius Raab, avstrijski politik (* 1891)
- 1976 – Džou Enlaj, kitajski politik (* 1898)
- 1978 – Anton Žun, slovenski pravnik in sociolog (* 1917)
- 1996 – François Mitterrand, francoski predsednik (* 1916)

## God
- sveti Severin
- sveti Jurij iz Hozibe